# Cipralisant
Cipralisant (GT-2331) ist ein von der Firma Gliatech entwickelter Arzneistoff aus der Gruppe der H3-Antihistaminika. Diese Substanz war eine der ersten klinisch untersuchten H3-Antihistaminika und wurde in Phase-II-Studien zur Behandlung der Aufmerksamkeitsdefizit-/Hyperaktivitätsstörung zu Beginn der 2000er Jahre erprobt. Eine weitere klinische Untersuchung und Zulassung für die Therapie ist jedoch nach der Übernahme von Gliatech durch MSD Sharp & Dohme nicht erfolgt.

## Pharmakologie
Wenngleich Cipralisant ursprünglich als Antagonist am Histamin-H3-Rezeptor identifiziert wurde, konnten später auch Rezeptor-aktivierende Effekte durch diese Substanz beobachtet werden. Dieses Verhalten, je nach Untersuchung entweder als Antagonist oder als Agonist zu agieren, wird auch als funktionelle Selektivität bezeichnet. Somit stellt diese Substanz kein H3-Antihistaminikum im eigentlichen Sinne dar.

## Chemie

### Stereochemie
Cipralisant besitzt am Cyclopropanring zwei Stereozentren. Somit kann Cipralisant in Form von vier verschiedenen stereoisomeren Formen vorliegen. Als pharmakologisch wirksames Stereoisomer, konnte die (1S,2S)-Form [(1S,2S)-4-(2-(5,5-Dimethylhex-1-inyl)-cyclopropyl)imidazol] identifiziert werden.

### Synthese
Die Synthese von Cipralisant erfolgt in einer Mehrstufensynthese ausgehend von trans-Urocaninsäure durch Veresterung mit 2-Butanol. Nach Schutz des Imidazolrings durch Tritylierung wird das Veresterungsprodukt mit Trimethylsulfoniumiodid zum Cyclopropanderivat umgesetzt und anschließend verseift. Nach einer Racematspaltung wird das Reaktionsprodukt zu (1S,2S)-2-(1-Trityl-1H-Imidazol-4-yl)-cyclopropancarbaldehyd reduziert. Nach Umsetzung zu (1S,2S)-4-[2-(5,5-Dimethylhex-1-inyl)-cyclopropyl]-1-trityl-1H-Imidazol wird die Trityl-Schutzgruppe hydrolytisch abgespalten, wobei das Eutomer des Cipralisants erhalten wird.